# Luty 2004

## 7 lutego2004
- „Rzeczpospolita” zarzuciła Andrzejowi Ostrowskiemu, szefowi firmy Ostrowski Arms, która znalazła się w gronie zwycięskich firm w konsorcjum Nour USA, zwycięzcy przetargu na uzbrojenie irackiej armii, że nie ma prawa prowadzić negocjacji na temat międzynarodowego handlu bronią.

## 9 lutego2004
- Posłowie Andrzej Jagiełło, Henryk Długosz i Zbigniew Sobotka (wszyscy z SLD) zostali oskarżeni w sprawie przecieku w tzw. aferze starachowickiej – przecieku informacji o akcji Centralnego Biura Śledczego przeciwko starachowickim przestępcom.

## 13 lutego2004
- Były kanclerz Niemiec Helmut Kohl odebrał w Warszawie z rąk prezydenta Aleksandra Kwaśniewskiego międzynarodową Nagrodę św. Wojciecha. Wyróżnienie przyznawane jest za starania i prace, których celem było połączenie obu części Europy.

## 17 lutego2004
- Rada Nadzorcza TVP wybrała nowy zarząd telewizji. Weszli do niego: Jan Dworak – prezes, Piotr Gaweł, Marek Hołyński, Ryszard Pacławski i Stanisław Wójcik. Kadencja zarządu ma trwać do końca czerwca 2006 r.
- W  Nowej Szkocji i na Wyspie Księcia Edwarda  spadła rekordowa ilość śniegu (miejscami do 95 cm) paraliżując obie prowincje Kanady.

## 18 lutego2004
- 12 polskich żołnierzy, 2 Węgrów i Amerykanin zostało rannych w  porannym zamachu na polską bazę logistyczną Camp Charlie w Hilli w Iraku.
- Trybunał Konstytucyjny uznał, że obecne zasady naboru na aplikacje adwokacką i radcowską przez to, że wprowadzono je regulaminami tych korporacji a nie w ustawie, są niezgodne z konstytucją.

## 26 lutego2004
- W Bośni i Hercegowinie w katastrofie lotniczej rządowego samolotu Republiki Macedonii śmierć poniósł prezydent tego kraju Boris Trajkovski oraz cała załoga.